# Gran Premio de las Naciones de Motociclismo de 1973
El Gran Premio de las Naciones de Motociclismo de 1973 fue la cuarta prueba de la temporada 1973 del Campeonato Mundial de Motociclismo. El Gran Premio se disputó el 20 de mayo de 1973 en el Autodromo Nacional de Monza.
La carrera vino marcada por una tragedia que dio como resultado la muerte del campeón del mundo finés Jarno Saarinen y del italiano Renzo Pasolini y que marcaría un antes y un después en la reivindicación de los pilotos para unas carreras más seguras. En la primera vuelta de la carrera de 250cc, ocurrió la tragedia cuando el piloto en segundo lugar, la motocicleta de Pasolini se tambaleó hacia un lado y se estrelló contra la barandilla, matándolo al instante. La motocicleta de Pasolini rebotó en el circuito y golpeó a Saarinen en la cabeza. El impacto arrancó el casco de Saarinen, sufriendo heridas fatales en la cabeza. La colisión provocó un accidente en cadena en el que se vieron involucrados más de 14 ciclistas, incluidos Hideo Kanaya, Walter Villa, Victor Palomo, Fosco Giansanti, Börje Jansson y Chas Mortimer con varios de ellos sufriendo heridas graves. La carrera se detuvo y la siguiente carrera de 500cc se canceló después del accidente.
Con los años, la causa del accidente fue objeto de una gran controversia. La causa original del accidente se atribuyó a un derrame de aceite dejado en la pista durante la carrera de 350cc cuando el Benelli de Walter Villa comenzó a fumar y gotear aceite en la penúltima vuelta. Los oficiales de la carrera no pudieron eliminar el derrame antes de la carrera de 250cc, y el piloto John Dodds expresó sus preocupaciones a las autoridades, solo para enfrentar amenazas de expulsión del circuito por parte de la policía. Sin embargo, han aparecido algunos artículos que muestran fotos de la moto de Pasolini consistentes con la detención del motor, bloqueando la rueda trasera y causando el choque. Además, la investigación oficial sobre el accidente, emitida en septiembre de 1973, encontró que la causa del accidente fue la incautación del motor en la motocicleta de Renzo Pasolini.

## Resultados 350cc
En 350 cc, Giacomo Agostini obtuvo la primera victoria de la temporada con la MV Agusta venciendo a Teuvo Länsivuori. Renzo Pasolini, en la que sería su carrera póstuma, salió mal (15º en la primera vuelta) pero recuperó para ponerse delante, firmando el récord de la pista 200 km/h, antes de retirarse por problemas económicos.
| Pos.    | Piloto               | Equipo          | Tiempo     | Pts. |
| ------- | -------------------- | --------------- | ---------- | ---- |
| 1       | Giacomo Agostini     | MV Agusta       | 42:05.500  | 15   |
| 2       | Teuvo Länsivuori     | Yamaha          | +9.800     | 12   |
| 3       | Kent Andersson       | Yamaha          | +40.500    | 10   |
| 4       | John Dodds           | Yamaha          | +41.400    | 8    |
| 5       | Walter Villa         | Benelli         | +54.600    | 6    |
| 6       | Werner Pfirter       | Yamaha          | +1:05.400  | 5    |
| 7       | Dieter Braun         | Yamaha          | +1:06.600  | 4    |
| 8       | Mario Lega           | Yamaha          | +1:10.400  | 3    |
| 9       | Mick Grant           | Yamaha          | +1:13.400  | 2    |
| 10      | Gyula Marsovszky     | Yamaha          | +1:47.100  | 1    |
| 11      | Víctor Palomo        | Yamaha          | +1 Vuelta  |      |
| 12      | Marcel Ankoné        | Yamaha          | +1 Vuelta  |      |
| 13      | Armando Toracca      | Yamaha          | +1 Vuelta  |      |
| 14      | Kurt-Ivan Carlsson   | Yamaha          | +1 Vuelta  |      |
| 15      | Leo Bovee            | Yamaha          | +1 Vuelta  |      |
| 16      | Ferruccio Bonalumi   | Yamaha          | +1 Vuelta  |      |
| 17      | Gianfranco Bonera    | Harley-Davidson | +2 Vueltas |      |
| Ret     | Renzo Pasolini       | Harley-Davidson | Ret        |      |
| Ret     | Phil Read            | MV Agusta       | Ret        |      |
| Ret     | Silvio Grassetti     | MZ              | Ret        |      |
| Ret     | Giovanni Proni       | Yamaha          | Ret        |      |
| Ret     | Giovanni Provenzano  | Yamaha          | Ret        |      |
| Ret     | Bruno Kneubühler     | Yamaha          | Ret        |      |
| Ret     | Luigi Torelli        | Yamaha          | Ret        |      |
| Ret     | Chas Mortimer        | Yamaha          | Ret        |      |
| Ret     | Rob Bron             | Yamaha          | Ret        |      |
| Ret     | Vittorio Gornati     | Yamaha          | Ret        |      |
| Ret     | Mangione             | Yamaha          | Ret        |      |
| DNQ     | Bo Grannath          | Yamaha          | DNQ        |      |
| DNQ     | Silvano Bertarelli   | Yamaha          | DNQ        |      |
| DNQ     | Alessandro Ricca     | Yamaha          | DNQ        |      |
| DNQ     | Hans Schmid          | Yamaha          | DNQ        |      |
| DNQ     | Sven-Olof Gunnarsson | Yamaha          | DNQ        |      |
| DNQ     | Sergio Baroncini     | Yamaha          | DNQ        |      |
| DNQ     | Nino Faga            | Yamaha          | DNQ        |      |
| DNQ     | Giuliano Zera        | Yamaha          | DNQ        |      |
| DNQ     | Pentti Korhonen      | Yamaha          | DNQ        |      |
| DNQ     | Ángel Nieto          | Morbidelli      | DNQ        |      |
| Fuente: |                      |                 |            |      |

## Resultados 125cc
En el octavo de litro, En 125. la pugna se centraba en la pugna entre Kent Andersson y Ángel Nieto y que acabó con la cuarta victoria de la temporada del sueco, lo que la acerca mucho al título mundial. Ya en la salida, se vio claramente que la Morbidelli de Nieto era incapaz de soportar el ritmo impuesto por la Yamaha de Andersen. Al final, Nieto abandonó la carrera al romperse un pistón de su máquina que acusaba el esfuerzo efectuado.
| Pos. | Piloto             | Moto            | Tiempo     | Pts. |
| ---- | ------------------ | --------------- | ---------- | ---- |
| 1    | Kent Andersson     | Yamaha          | 32:11.300  | 15   |
| 2    | Jos Schurgers      | Bridgestone     | +19.800    | 12   |
| 3    | Eugenio Lazzarini  | Piovaticci      | +55.100    | 10   |
| 4    | Horst Seel         | Maico           | +1:09.300  | 8    |
| 5    | Pier Paolo Bianchi | Yamaha          | +1:19.800  | 6    |
| 6    | Harald Bartol      | Suzuki          | +1:24.700  | 5    |
| 7    | Gert Bender        | Maico           | +1:43.100  | 4    |
| 8    | Luigi Rinaudo      | Yamaha          | +1:44.800  | 3    |
| 9    | Gianni Ribuffo     | LGM             | +1 Vuelta  | 2    |
| 10   | Rudolf Weiss       | Maico           | +1 Vuelta  | 1    |
| 11   | Sergio Fainelli    | Harley-Davidson | +1 Vuelta  |      |
| 12   | Franco Cottafavi   | Yamaha          | +1 Vuelta  |      |
| 13   | Antonio Vinci      | Harley-Davidson | +1 Vuelta  |      |
| 14   | Andrea Fornaro     | Harley-Davidson | +2 Vueltas |      |
| Ret  | Ángel Nieto        | Morbidelli      | Ret        |      |
| Ret  | Otello Buscherini  | Malanca         | Ret        |      |
| Ret  | Börje Jansson      | Maico           | Ret        |      |
| Ret  | Chas Mortimer      | Yamaha          | Ret        |      |
| Ret  | Hans-Jürgen Hummel | Yamaha          | Ret        |      |
| Ret  | Rolf Minhoff       | Maico           | Ret        |      |
| Ret  | Sergio Magnani     | Yamaha          | Ret        |      |
| Ret  | Paolo Pileri       | DRS             | Ret        |      |
| Ret  | Ryszard Mankiewicz | MZ              | Ret        |      |
| Ret  | Guido Mancini      | Maico           | Ret        |      |
| Ret  | Franco Lombrici    | Harley-Davidson | Ret        |      |
| Ret  | Carlo Giovanardi   | Maico           | Ret        |      |
| Ret  | Giuseppe Consalvi  | Harley-Davidson | Ret        |      |
| Ret  | Dante Ascari       | Yamaha          | Ret        |      |
| Ret  | Herbert Rittberger | Yamaha          | Ret        |      |

## Resultados 50cc
En la categoría menor cilindrada, vio el resurgir del holandés Jan de Vries, que se impuso a sus compañeros de escudería Bruno Kneubühler y Gerhard Thurow, mientras que Theo Timmer acababa cuarto, aunque sigue encabezando la clasificación provisional.
| Pos. | Piloto              | Moto       | Tiempo     | Pts. |
| ---- | ------------------- | ---------- | ---------- | ---- |
| 1    | Jan de Vries        | Kreidler   | 22:34.500  | 15   |
| 2    | Bruno Kneubühler    | Kreidler   | +22.900    | 12   |
| 3    | Gerhard Thurow      | Kreidler   | +49.900    | 10   |
| 4    | Theo Timmer         | Jamathi    | +1:08.300  | 8    |
| 5    | Jan Huberts         | Kreidler   | +1:08.800  | 6    |
| 6    | Ulrich Graf         | Kreidler   | +1:33.000  | 5    |
| 7    | Jaime Alguersuari   | Derbi      | +1:44.000  | 4    |
| 8    | Herbert Rittberger  | Kreidler   | +1:44.500  | 3    |
| 9    | Claudio Lusuardi    | Moto Villa | +1:44.600  | 2    |
| 10   | Stefan Dörflinger   | Kreidler   | +1:49.000  | 1    |
| 11   | Juan Pares          | Derbi      | +2:18.2    |      |
| 12   | Juan Bordons        | Derbi      | +2:18.8    |      |
| 13   | Harald Bartol       | Kreidler   | +2:29.9    |      |
| 14   | Pier Paolo Bianchi  | Tomos      | +1 Vuelta  |      |
| 15   | Guido Mancini       | Ringhini   | +1 Vuelta  |      |
| 16   | Josef Kullmer       | Derbi      | +2 Vueltas |      |
| 17   | Aldo Maggi Cipriani | Tomos      | +2 Vueltas |      |
| Ret  | Rudolf Kunz         | Kreidler   | Ret        |      |
| Ret  | Jan Bruins          | Monark     | Ret        |      |
| Ret  | Henk van Kessel     | Kreidler   | Ret        |      |
| Ret  | Benjamín Grau       | Derbi      | Ret        |      |
| Ret  | Mario Pavone        | Guazzoni   | Ret        |      |
| Ret  | Michele Cannizzaro  | Guazzoni   | Ret        |      |
| Ret  | Mario Francioni     | Ringhini   | Ret        |      |
| Ret  | Giancarlo Bolelli   | Tomos      | Ret        |      |
| DNQ  | Luciano Gazzola     | Guazzoni   | DNQ        |      |